# طواف آسيا للدراجات 2020
طواف آسيا للدراجات هو الموسم السادس عشر لسباق طواف آسيا للدراجات، بدأ الموسم في 2 نوفمبر 2019 مع انطلاق طواف سنجكارك وسوف ينتهي في أكتوبر 2020.
يرتدي قائد ترتيب النقاط استنادًا إلى النتائج التراكمية للسباقات السابقة، قميص «طواف آسيا لركوب الدراجات».
تُمنح النقاط على مدار الموسم لأفضل المتسابقين في المراحل ضمن سباقات المرحلة والمراكز النهائية للتصنيف العام لكل سباق من سباقات المراحل وسباقات اليوم الواحد، وتحدد جودة وتعقيد السباق أيضًا عدد النقاط التي تمنح للمتصدرين الأوائل، وكلما ارتفع تصنيف UCI للسباق يتم منح المزيد من النقاط.

## الأحداث
| طواف آسيا للدراجات  | طواف آسيا للدراجات | طواف آسيا للدراجات                         | طواف آسيا للدراجات | طواف آسيا للدراجات     | طواف آسيا للدراجات | طواف آسيا للدراجات | طواف آسيا للدراجات |
| التاريخ             | #                  | السباق                                     | الفائز             | الثاني                 | الثالث             |                    |                    |
| ------------------- | ------------------ | ------------------------------------------ | ------------------ | ---------------------- | ------------------ | ------------------ | ------------------ |
| 02 – 10 نوفمبر 2019 | 1                  | طواف سنجكارك                               | Jesse Ewart ‏       | كريستيان رايليانو      | صمد بورسيدي        |                    |                    |
| 08 – 10 نوفمبر 2019 | 2                  | طواف خليج تشيوانتشو ‏                       | ريان كافاناه       | Mykhaylo Kononenko ‏    | أولكسندر بوليفودا  |                    |                    |
| 10 نوفمبر           | 3                  | طواف أوكيناوا                              | Nariyuki Masuda ‏   | Kohei Uchima ‏          | بنجامين براديس     |                    |                    |
| 17 – 23 نوفمبر 2019 | 4                  | طواف فوزهو                                 | Artur Fedosseyev ‏  | Ilya Davidenok ‏        | كارلوس كوينتيرو    |                    |                    |
| 18 – 22 ديسمبر 2019 | 5                  | تور دي سيلانجور ‏                           | Marcus Culey ‏      | Loïc Desriac ‏          | Shotaro Watanabe ‏  |                    |                    |
| 04 – 06 يناير 2020  | 6                  | Cambodia Bay Cycling Tour ‏                 | Ariya Phounsavath ‏ | Nur Aiman Mohd Zariff ‏ | Fung Ka Hoo ‏       |                    |                    |
| 04 – 08 فبراير 2020 | 7                  | طواف السعودية                              | فل بوهوس           | ناصر بوهاني            | روي كوستا          |                    |                    |
| 15 فبراير           | 8                  | 2020 Malaysian International Classic Race ‏ | جون ليجراند بون    | Jesse Ewart ‏           | لوكاس دي روسي      |                    |                    |
| 01 – 05 مارس 2020   | 9                  | طواف تايوان                                | نيكولاس وايت       | ريان كافاناه           | Marcus Culey ‏      |                    |                    |
| 06 – 11 أكتوبر 2020 | 10                 | طواف تايلاند                               | نيكوديموس هولر     | Sarawut Sirironnachai ‏ | Valentin Midey ‏    |                    |                    |

## روابط خارجية
- الموقع الرسمي